# Златки
Златки (Martes) са род, подобни на невестулка бозайници от подсемейство Guloninae, в семейство Порови. Имат пухкави опашки и големи лапи с частично прибиращи се нокти. Козината варира от жълтеникава до тъмнокафява, в зависимост от вида; ценен е от бракониерите за търговия с кожи. Златките са стройни, пъргави животни, приспособени за живот в тайгата, които обитават иглолистни и широколистни гори в Северното полукълбо.

## Класификация
Резултатите от изследвания на ДНК показват, че родът Martes е парафилетичен, като някои проучвания поставят Martes americana извън рода и го свързват с тайра и росомаха, за да образуват нов клон в Новия свят. Родът еволюира за първи път преди седем милиона години по време на миоценската епоха.
| Изображение | Научно наименование | Популярно име      | Разпространение |
| ----------- | ------------------- | ------------------ | --- |
|             | Martes americana    | Американска златка | Арктическа Аляска на изток до Нюфаундленд, на юг до Ню Йорк |
|             | Martes caurina      |                    | Югоизточна Аляска до централна Калифорния, на изток до северно Ню Мексико                                                                                                |
|             | Martes martes       | Златка             | Европа и Югозападна Азия, от Ирландия на запад, на изток до Урал и в Анатолия, Закавказие, Месопотамия и северен Иран.                                                   |
|             | Martes foina        | Белка              | Испания и Португалия на запад, през Централна и Южна Европа, Близкия изток и Централна Азия, простирайки се на изток до планините Алтай и Тиен Шан и северозападен Китай |
|             | Martes flavigula    | Жълтогърда харза   | Афганистан и Пакистан, в Хималаите на Индия, Непал и Бутан, Корейския полуостров, Южен Китай, Тайван и Източна Русия.                                                    |
|             | Martes gwatkinsii   | Южнокитайска харза | Южна Индия. |
|             | Martes zibellina    | Самур              | Източен Казахстан, Китай, Северна Корея и Хокайдо, Япония |
|             | Martes melampus     | Японски собол      | Япония |

## Вкаменелости
Описани са фосили на няколко вида златки, включително:
- † Martes campestris
- † Martes palaeosinensis
- † Martes wenzensis
- † Martes vetus

Друг описан вид, Martes nobilis от холоцена, сега се счита за синоним на американската златка.
Куниците са самотни животни, които се срещат единствено за размножаване в края на пролетта или началото на лятото. В началото на пролетта се раждат котила от до пет слепи и почти обезкосмени малки. Те се отбиват след около два месеца и на около три до четири месеца оставят майката, за да се грижат сами за себе си. Златките са всеядни.